# Michel Simon

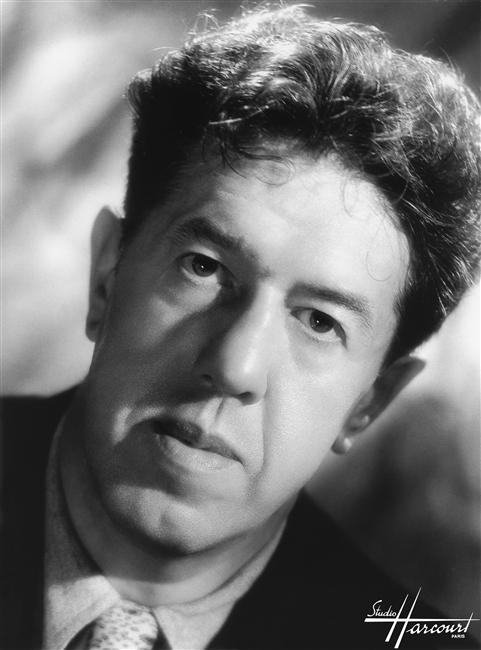
Michael Simon 1943

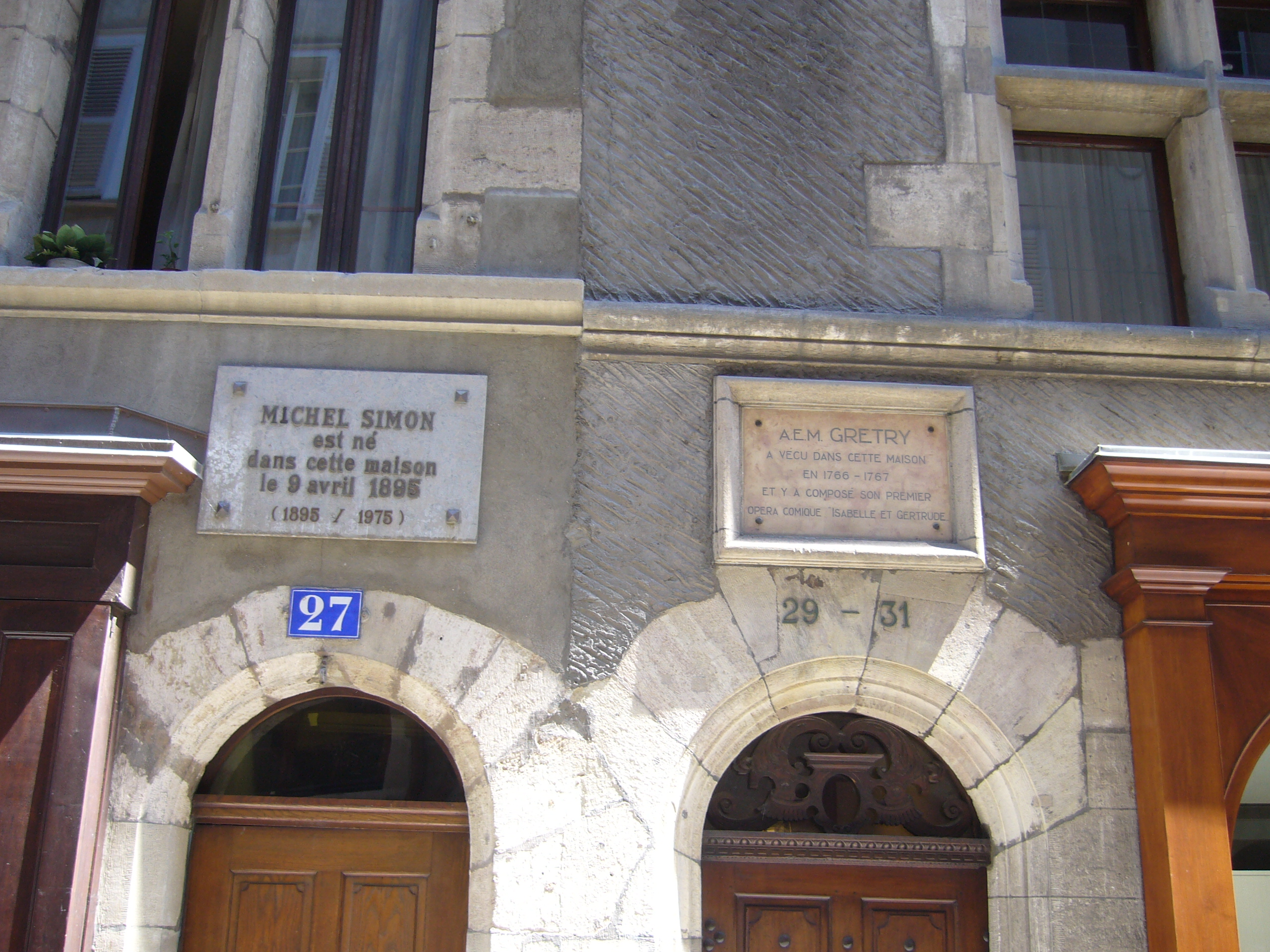
Links: Gedenktafel an Michel Simons Geburtshaus (im Nachbarhaus lebte von 1766 bis 1767 der Komponist André Grétry).

Michel Simon (* 9. April 1895 in Genf, Schweiz; † 30. Mai 1975 in Bry-sur-Marne; eigentlich François Simon) war ein schweizerischer Schauspieler. Er spielte profilierte Charakterrollen in vielen Filmklassikern und galt als monstre sacré („Superstar“) des französischen Films.

## Leben
Michel Simon wurde im selben Jahr wie das Kino (sein Kommentar dazu: „Ein Unglück kommt selten allein“) als Sohn eines protestantischen Fleischers in Genf geboren. Schon früh wich Simon nach Paris aus, wo er sich mit Gelegenheitsjobs (u. a. als Boxlehrer und Assistent eines Fotografen) durchschlug und in Vaudeville-Theatern als Clown und Akrobat auftrat. Nach kurzer Zeit in der Schweizer Armee, die er überwiegend im Arrest verbrachte (wo er sich mit Tuberkulose ansteckte), regte ihn 1915 ein Theaterbesuch in Genf bei der Truppe von Georges Pitoëff an, Schauspieler zu werden. 1916 heiratete er die Musikerin Yvonne Nadège Ryter. Aus der Ehe, die schon 1919 wieder geschieden wurde, stammt Simons Sohn François, der später selbst Schauspieler wurde.
1918 schloss sich Simon schließlich Georges Pitoëff an. In Maß für Maß von William Shakespeare gab er sein Debüt. Mit Pitoëffs Truppe ging er nach Paris, wo sie in der Comédie des Champs-Élysées auftraten. Bald spielte er in Boulevardstücken, Musicals und im Vaudeville sowie in Stücken von Tristan Bernard, Yves Mirand und Marcel Achard. 1929 sprang er für Pitoëff ein und hatte an der Comédie des Champs-Élysées zunächst mit Achards Jean de la lune großen Erfolg. Diesem folgten weitere in Stücken von Shakespeare, George Bernard Shaw, Oscar Wilde und Luigi Pirandello.
Sein Filmdebüt hatte Michel Simon 1924 in La Galerie des Monstres und 1925 in Feu Mathias Pascal von Marcel L’Herbier nach Pirandello. 1928 spielte er einen Richter in Carl Dreyers Die Passion der Jungfrau von Orléans (La passion de Jeanne d’Arc). Publikumserfolge hatte er in der Verfilmung von Jean de la lune – von Jean Choux (1931) und mit seinem Porträt des verträumten Seemanns „Jules“ in L’Atalante (1934) von Jean Vigo, der glücklich mit seinen Tieren lebt (auch privat umgab sich Simon mit Tieren). Schon zuvor hatte er 1932 in Boudu – aus den Wassern gerettet überzeugend einen Clochard gespielt. 1931 begann mit Die Hündin (La chienne) die Zusammenarbeit mit seinem Freund Jean Renoir. Er spielte außerdem in Marcel Carnés Ein sonderbarer Fall (Drôle de drame, 1937) und in Geheimnis von Saint-Agil (Les disparus de Saint-Agil, 1938) von Christian-Jaque. In den 1950er Jahren war er durch eine Teillähmung des Gesichts behindert, verursacht durch einen Unfall mit einem Makeup-Mittel, das sein Nervensystem angriff. Trotzdem hatte er weiter Filmerfolge wie 1951 Das Scheusal von Sacha Guitry. Dem deutschen und Schweizer Publikum wurde er u. a. durch seine (Neben-)Rolle des zu Unrecht beschuldigten Hausierers Jacquier in der Dürrenmatt-Verfilmung Es geschah am hellichten Tag bekannt (1958, von Ladislao Vajda, mit Heinz Rühmann und Gert Fröbe).
Seit 1965 lebte Simon mit der 41 Jahre jüngeren Künstlerin Margarethe Krieger zusammen. Mit 80 Jahren starb er in einem Krankenhaus bei Paris an Herzversagen. In Grand-Lancy bei Genf wurde er neben seinen Eltern bestattet.

## Filmografie
- 1924: La Galerie des monstres
- 1925: Die Macht der Arbeit (La Vocation d’André Carel)
- 1925: Die zwei Leben des Mathias Pascal (Feu Mathias Pascal)
- 1926: L’Inconnue des six jours
- 1927: Casanova (Casanova)
- 1928: Die Passion der Jungfrau von Orléans (La Passion de Jeanne d’Arc)
- 1928: Der Drückeberger (Tire au flanc)
- 1929: Pivoine
- 1930: L’Enfant de l’amour
- 1931: On purge bébé
- 1931: Die Hündin (La Chienne)
- 1931: Baleydier
- 1932: Boudu – aus den Wassern gerettet (Boudu sauvé des eaux)
- 1932: Jean de la Lune
- 1932: Das Scheusal
- 1933: Miquette et sa mère
- 1933: Léopold le bien-aimé
- 1933: Du haut en bas
- 1934: L’Atalante
- 1935: Le Bébé de l’Escadron
- 1935: Amants et voleurs
- 1935: Adémaï au moyen âge
- 1936: Sous les yeux d’occident
- 1936: Moutonnet
- 1936: Le Mort en fuite
- 1936: Les Jumeaux de Brighton
- 1936: Jeunes filles de Paris
- 1937: Nächte in Neapel (Naples au baiser de feu)
- 1937: Mirages
- 1937: Zwei ganze Tage
- 1937: Le Choc en retour
- 1937: Boulot aviateur
- 1937: La Bataille silencieuse
- 1937: Ein sonderbarer Fall (Drôle de drame)
- 1938: Hafen im Nebel (Le Quai des Brumes)
- 1938: Le Ruisseau
- 1938: Les Nouveaux riches
- 1938: Eusèbe député
- 1938: La Chaleur du sein
- 1938: Belle étoile
- 1938: Das Geheimnis von St. Agil (Les Disparus de Saint-Agil)
- 1939: Noix de coco
- 1939: Geheimnis im Hinterhaus (Derrière la Façade)
- 1939: Lebensabend (La Fin du jour)
- 1939: Le Dernier tournant
- 1939: Fric-Frac
- 1939: Circonstances atténuantes
- 1940: Das Schloss der Liebe (Cavalcade d’amour)
- 1940: Paris-New York
- 1940: Les Musiciens du ciel
- 1940: Das Glück (La Comédie du bonheur)
- 1941: Tosca
- 1941: Rigoletto
- 1942: Una signora dell’Ovest
- 1943: Das Paradies der Damen (Au bonheur des dames)
- 1944: Vautrin
- 1945: Un ami viendra ce soir
- 1946: La Taverne du poisson couronné
- 1946: Panik (Panique)
- 1946: Das Doppelleben eines Arztes (Non coupable)
- 1947: Hafenliebchen (Les Amants du pont Saint-Jean)
- 1948: La Carcasse et le tord-cou
- 1949: Fabiola
- 1950: Der Pakt mit dem Teufel (La Beauté du diable)
- 1951: Engel oder Sünderin (Le Due verità)
- 1951: La Cité du midi
- 1951: Das Scheusal (La Poison)
- 1952: Monsieur Taxi
- 1952: Brelan d’as
- 1952: Le Rideau rouge
- 1952: La Vie d’un honnête homme
- 1952: Der Invalidendom (Hôtel des Invalides)
- 1952: Le Marchand de Venise
- 1953: Das Geheimnis vom Bergsee (La Fille au Fouet)
- 1953: Der Weg nach Damaskus (Le Chemin de Damas)
- 1953: Wirbel im Nachtclub (Femmes de Paris)
- 1953: Saadia
- 1953: Tempi nostri
- 1954: Ungarische Rhapsodie (Les Cloches n’ont pas sonnées)
- 1953: Eine wunderbare Liebe (L’étrange désir de M. Bard)
- 1954: Par ordre du tsar
- 1955: L’Impossible Monsieur Pipelet
- 1956: Erinnerungen eines Kriminalkommissars (Mémoires d'un flic)
- 1956: La joyeuse prison
- 1957: Die Zwillinge und der Mörder (Les Trois font la Paire)
- 1958: Ein gewisser Monsieur Jo (Un certain Monsieur Jo)
- 1958: Es geschah am hellichten Tag
- 1959: Die Nackte und der Satan
- 1960: Austerlitz – Glanz einer Kaiserkrone (Austerlitz)
- 1960: Pierrot la tendresse
- 1960: Mon ami Lazlo
- 1961: Candide oder der Optimismus im 20. Jahrhundert (Candide ou l’optimisme au XXe siècle)
- 1962: Madeleine und der Seemann (Le Bâteau d’Émile)
- 1962: Der Teufel und die Zehn Gebote (Le Diable et les Dix Commandements)
- 1963: Mondo di notte – Welt ohne Scham (Mondo di notte n. 3)
- 1964: Cyrano und d’Artagnan (Cyrano et d'Artagnan)
- 1964: Der Zug (The Train)
- 1964: Steinlein
- 1965: Deux heures à tuer
- 1967: Der verflixte Großvater (Ce sacré grand-père)
- 1967: Der alte Mann und das Kind (Le Vieil homme et l’Enfant)
- 1968: Ecce Homo
- 1970: Das Haus (La Maison)
- 1970: Contestazione generale
- 1971: Blanche
- 1972: Die schönste Soirée meines Lebens (La più bella serata della mia vita)
- 1973: Le Boucher, la star et l’orpheline
- 1975: Der rote Ibis (L’Ibis rouge)

## Auszeichnungen
- 1964: Hans Reinhart-Ring
- 1967: Silberner Bär für Der alte Mann und das Kind von Claude Berri auf der Berlinale